# Giuseppe Bianchini
Pour les articles homonymes, voir Bianchini.
Giuseppe Bianchini (né en 1704 à Vérone et mort en 1764 à Rome) est un prêtre érudit italien, appartenant à l'Oratoire, qui fut historien de l'Église et bibliste.

## Biographie
Les papes Clément XII et Benoît XIV commandent au Père Bianchini un grand nombre d'études sur les Écritures et apprécient ses travaux.
Il rédige un ouvrage important intitulé Vindiciae Canonicarum Scriptuarum Vulgatae latinae editionis en plusieurs volumes; mais un seul est publié en 1740 à Rome, où l'on trouve des fragments de l'Hexapla (Codex Chisianus). En revanche, son Evangeliarum quadruplex latinae editionis antiquae est publié à Rome en 1749 en deux volumes.
Le Père Bianchini travaille également à des ouvrages historiques. Il ajoute un quatrième volume à l'ouvrage de son oncle, Francesco Bianchini sur l'histoire des pontifes jusqu'à Nicolas Ier, quatrième volume intitulé Anastasii bibliothecarii Vitae Rom. Pontif. à propos d'Anastase le Bibliothécaire, paru en 1735 à Rome, où il fait part de sa découverte à la bibliothèque du chapitre de la cathédrale de Vérone du fameux sacramentaire léonien (VIe siècle).
Il publie ensuite à Rome en 1752-1754 Demonstratio historiae ecclesiasticae quadripartitae.
Son ouvrage majeur d'histoire de la liturgie est Liturgia antiqua hispanica, gothica, isidoriana, mozarabica, toletana mixta, qui paraît à Rome en 1746. Il entreprend aussi une édition des œuvres de B. Thomasius (Giuseppe Maria Tomasi), mais un seul volume voit le jour en 1741.